# ملعب جودسويل أكبابيو الدولي
ملعب جودسويل أكبابيو الدولي (بالإنجليزية: Godswill Akpabio International Stadium)‏ هو ملعب يقع في مدينة أويو، نيجيريا تم إفتتاحه في 2014 ويتسع لـ 30.000 متفرج.